# آدامز (ایلینوی)
آدامز (به انگلیسی: Adams) در ایالات متحده آمریکا است که در ایلی‌نوی واقع شده‌است.

## خصوصیات
آدامز ۲۳۵٫۰ متر بالاتر از سطح دریا واقع شده‌است.